# Монакобреэн
Монакобрин (норв. Monacobreen) — ледник на острове Западный Шпицберген (архипелаг Шпицберген, Норвегия).
Ледник расположен в западной части острова, на территории Земли Хокона VII. Площадь его составляет 408 км². Название леднику было дано в честь Альбера I, князя Монако в 1889—1922 годах .